# لويس غوستافو
لويس غوستافو دياز (بالبرتغالية: Luiz Gustavo‏) مواليد 23 يوليو 1987 في البرازيل، هو لاعب كرة قدم برازيلي كان يلعب لنادي النصر السعودي ومنتخب البرازيل لكرة القدم كلاعب وسط.

## مسيرةاللاعب
سبق له أن لعب في كأس العالم لكرة القدم مع منتخب البرازيل و لعب في كورينثيانس ألاغوانو وسي آر بي وهوفنهايم وبايرن ميونخ وفولفسبورغ وأولمبيك مارسيليا وفنربخشة ونادي النصر السعودي.

## روابط خارجية
- لويس غوستافو على موقع الاتحاد الدولي (مؤرشف)  (الإنجليزية)
- لويس غوستافو على موقع الاتحاد الأوربي (الإنجليزية)
- لويس غوستافو على موقع اتحاد تركيا (لاعب) (الإنجليزية)
- لويس غوستافو على موقع قاعدة بيانات كرة القدم.إي يو (الإنجليزية)
- لويس غوستافو على موقع بيانات كرة القدم. دي إي (الألمانية)
- لويس غوستافو على موقع ليكيب (الفرنسية)
- لويس غوستافو على موقع ناشيونال فوتبول تيمز (الإنجليزية)
- لويس غوستافو على موقع Soccerway.com (الإنجليزية)
- لويس غوستافو على موقع عالم كرة القدم.نت (الإنجليزية)
- لويس غوستافو على موقع AS.com (الإسبانية)